# María del Carmen de Lara
María del Carmen de Lara o Maricarmen de Lara (Ciudad de México, 5 de enero de 1957) es una cineasta y docente mexicana. Su interés se enfoca en el cuerpo, los derechos y la lucha de las mujeres cuestionando los estereotipos y denunciando la visión retrógrada patriarcal. La sexualidad la violencia y la reivindicación de la libertad para las mujeres son para la cineasta el eje de su estética visual que traslada a sus películas. Forma parte del comité directivo del Instituto de Liderazgo Simone de Beauvoir (ILSB).

## Biografía
Salió de la casa de sus padres a los 18 años, en los años 70. Combinó sus estudios en pedagogía con tres trabajos para mantenerse, entre otros en el Centro de Capacitación Cinematográfica donde le nació el interés por estudiar cine. Como le pedían una carrera anterior, entró al CUEC, donde sólo había dos o tres mujeres. Egresa del Centro Universitario de Estudios  Cinematográficos en 1983, su obra en documental como No les pedimos un viaje a la luna sobre el sismo de 85 la hace merecedora de diversos premios y también víctima de la censura, diecisiete años después estrena su primera película de ficción en la industria: En el país de no pasa nada (2000). Durante esos diecisiete años la cineasta los ocupó en realizar una prolífica obra en 16 mm y video. Esa obra ha logrado documentar de una manera relevante la situación actual de la mujer en el México de las últimas dos décadas. Su mirada abarca primordialmente los temas vinculados a la situación laboral, la sexualidad y la canción popular, temas que le han permitido cuestionar la estructura de dominación.  
Maricarmen ha establecido el documental como su espacio fílmico natural. Son trabajos en los que percibe como elemento sustantivo un deseo de confrontar  una concepción fílmica cuyo objetivo es trazar de una forma rigurosa los fenómenos de lo "real mexicano".

## Obra
Formó parte del Colectivo Cine Mujer desde 1978, donde realizó los mediometrajes Preludio (1981), No es por gusto (1982), donde se interna en la vida cotidiana de las mujeres en prostitución, Desde el cristal con que se mira (1984) y No les pedimos un viaje a la luna (1986), este último un documental de 58 minutos filmado a partir del terremoto de septiembre de 1985. Esta cinta narra las condiciones de explotación de que eran objeto las trabajadoras de la costura, así como el surgimiento de su sindicato el 19 de septiembre de ese año. El documental fue nominado al Premio Ariel al Mejor Mediometraje Documental o Testimonial.
En 1994 dirige Nosotras también, documental que muestra en manera didáctica porque la mayoría de las mujeres con VIH se encuentran en el sector de las amas de casa. Sus escenas revelan metódicamente algunos criterios de responsabilidad.
En 1995 dirige La vida sigue, mediometraje que visualiza la vida de las migrantes, esas excluidas del país que durante muchos años se han visto obligadas a abandonar lo poco que tienen para ir en busca del dinero que -Imaginan- les proporcionará algo que pueda parecerse a una vida digna.

## Filmografía
| Año  | Título | Notas                                 |
| ---- | --- | ------------------------------------- |
| 2014 | Alaíde Foppa Falla, "La sín ventura"                                                                                        | Documental                            |
| 2008 | Voces Silenciadas, Libertad amenazada                                                                                       |                                       |
| 2000 | En el país de no pasa nada                                                                                                  |                                       |
| 1996 | Decisiones difíciles | Cortometraje                          |
| 1995 | La vida sigue | Cortometraje                          |
| 1994 | Quizás... el saber más | Cortometraje                          |
| 1994 | Nosotras también | Cortometraje                          |
| 1994 | Trilogía de la inspiración: Amparo Montes                                                                                   | Cortometraje                          |
| 1994 | Trilogía de la inspiración: Emma Elena Valdelamar                                                                           | Cortometraje                          |
| 1993 | Trilogía de la inspiración: Consuelo Velázquez                                                                              | Cortometraje                          |
| 1993 | Trilogía de la inspiración: María Grever                                                                                    | Cortometraje                          |
| 1993 | Homenaje nacional a Cantinflas                                                                                              | Cortometraje                          |
| 1993 | El mejor dueto de América, Hermanas Aguilar                                                                                 | Cortometraje                          |
| 1986 | Géneros e identidades en el nuevo milenio: La vela de las auténticas intrépidas buscadoras del peligro/El falso matriarcado | Cortometraje                          |
| 1986 | Oficios masculinos en cuerpos femeninos                                                                                     | Cortometraje                          |
| 1985 | No les pedimos un viaje a la luna                                                                                           | Realizado con el Colectivo Cine Mujer |
| 1984 | Desde el cristal con que se mira                                                                                            | Realizado con el Colectivo Cine Mujer |
| 1982 | No es por gusto | Realizado con el Colectivo Cine Mujer |
| 1981 | Preludio | Realizado con el Colectivo Cine Mujer |

## Premios y reconocimientos
Entre los reconocimientos que ha recibido es la Diosa de Plata, mención especial por la Asociación de Mujeres Periodistas del Festival Internacional de Cine de Mujeres de Créteil, Francia. También ha sido reconocida por más de 100 organizaciones de mujeres de distintos estados del país por su labor documental. En 2014, junto con Leopoldo Best, recibe un premio en el Festival Internacional de Cine íCARO por su documental Alaide Foppa, la sin ventura.